# Мазур, Мирослав Валентинович
Мирослав Валентинович Мазур (укр. Мирослав Валентинович Мазур; 11 августа 1998 года; Киев, Украина) — украинский футболист, защитник.

## Игровая карьера

### Клубная
Воспитанник ДЮФШ «Динамо» (Киев). С 2011 по 2015 год выступал в чемпионате ДЮФЛ, где провел 73 матча (13 голов). С лета 2015 года находился в структуре «Динамо», в первом полугодии выступал за юношескую команду, после чего в 2016 году был заявлен за «Динамо-2». Дебютировал в первой украинской лиге 27 мая того же года в матче против черкасского «Днепра». В апреле 2017 подписал контракт с черновицкой «Буковиной», где провел совсем немного матчей и в конце сезона по обоюдному согласию сторон прекратил сотрудничество с клубом. В дальнейшем стал игроком ФК «Арсенал» (Киев), за который в итоге так и не сыграл ни одного матча.
Летом 2018 подписал контракт с полтавской «Ворсклой», дебютировал за основную команду в матче кубка Украины против одесского «Черноморца». Однако большинство его матчей были проведены в молодежном первенстве, для улучшения игровой практики руководством клуба в феврале 2019 было принято решение о годичной аренде Мирослава в состав молдавской команды «Сфынтул Георге».
С нового года полтавской клуб предоставил игроку статус свободного агента, а он в свою очередь подписал контракт со шведским клубом второго по значимости дивизиона: «Умео», в котором выступал в течение года. Однако большую часть карьеры в данном дивизионе провел в клубе «Эстерсунд», за который играл в 2022 и 2023 году. Также недолго выступал в польской команде «Ягеллония» и ее фарм-клубе.
В январе 2024 подписал контракт с клубом «Жальгирис», в котором провел один календарный сезон.

### В сборной
В середине мая 2019 года получил вызов в национальную и молодежную сборную Украины, это был общий сбор национальной и молодежной команд. Однако дебютировать за какую-то из команд так и не смог.

## Достижения
- Чемпион Литвы: 2024
- Вице-чемпион Молдавии: 2019
- Финалист Кубка Молдавии: 2018/19

## Статистика
| Клуб           | Лига                       | Сезон   | Чемпионат | Чемпионат | Кубок | Кубок | Еврокубки | Еврокубки | Дубль | Дубль |
| Клуб           | Лига                       | Сезон   | Игры      | Голы      | Игры  | Голы  | Игры      | Голы      | Игры  | Голы  |
| -------------- | -------------------------- | ------- | --------- | --------- | ----- | ----- | --------- | --------- | ----- | ----- |
| Динамо (Киев)  | Премьер-лига Украины       | 2015/16 |           |           |       |       | —         | —         | 4     | 1     |
| Динамо-2       | Первая лига Украины        | 2015/16 | 2         | 0         |       |       | —         | —         |       |       |
| Буковина       | Первая лига Украины        | 2016/17 | 4         | 0         |       |       | —         | —         |       |       |
| Ворскла        | Премьер-лига Украины       | 2018/19 |           |           | 1     | 0     | —         | —         | 14    | 1     |
| Сфынтул Георге | Высшая лига Молдавии       | 2019    | 17        | 2         | 3     | 0     | —         | —         |       |       |
| Умео           | Суперэттан (лига Швеции)   | 2020    | 20        | 2         |       |       | —         | —         |       |       |
| Ягеллония      | Экстракласса (лига Польши) | 2020/21 | 3         | 0         |       |       | —         | —         | 4     | 2     |
| Эстерсунд      | Суперэттан (лига Швеции)   | 2022    | 30        | 0         | 4     | 0     | —         | —         |       |       |
| Эстерсунд      | Суперэттан (лига Швеции)   | 2023    | 27        | 4         | 1     | 0     | —         | —         |       |       |
| Жальгирис      | A Lyga (лига Литвы)        | 2024    | 21        | 0         |       |       | 2         | 0         |       |       |